# تک‌چهره خانم روبی می، ایستاده
پرتره خانم روبی می، ایستاده (به انگلیسی: Portrait of Ms Ruby May, Standing) یک نقاشی رنگ روغن اثر هنرمند تجسمی بریتانیایی، لینا مک‌کال است. لینا مک‌کال در این نقاشی دوستش روبی می را به تصویر کشیده‌است.

## شرح
این نقاشی می را به تصویر می‌کشد، زنی مو مشکی با خالکوبی و در حال کشیدن پیپ. می با خونسردی به بیننده می‌نگرد، دست دیگر او روی باسنش قرار دارد و دکمه‌های شلوارش را باز کرده به طوری که موهای عانه اش قابل مشاهده است. قصد مک کال از نقاشی می این بود که «چگونگی انتخاب زنان برای بیان هویت جنسی خود، فراتر از نگاه مردانه» را بررسی کند.